# 星馬屬
星馬屬（学名：Astrohippus）是一屬已經滅絕的奇蹄目馬科动物，其化石發現於今日的美國南部和墨西哥的奇瓦瓦州、哈利斯科州、瓜纳华托州。它生活於中新世的巴斯图阶至上新世的晚亥姆菲尔阶之間。
牙齒形態學的研究顯示星馬不太可能是現代的馬的祖先，而星馬本身的祖先則是上新马。
該屬的A. ansae是基於W.D. Matthew和R.A. Stirton發現於美国德克薩斯州漢普希爾縣一個採石場的幾枚牙齒而定名的，此地還發掘出了矮三趾馬和恐馬的化石，A. stockii最早由J.F. Lance基於其在1950年墨西哥奇瓦瓦州發現的化石而描述，定名為Pliohippus stockii，五年後被移到星馬屬。O. Mooser在1965年於墨西哥發現了A. albidens，但該種在1988年移入恐馬屬。1988年T. S. Kelly將A. albidens併入A. stockii。